# Sözen
Sözen ist ein türkischer männlicher und weiblicher Vorname sowie Familienname.

## Namensträger

### Familienname
- Edibe Sözen (* 1961), türkische Soziologin und Politikerin
- Kadir Sözen (* 1964), türkisch-deutscher Rundfunkjournalist und Filmemacher
- Melisa Sözen (* 1985), türkische Schauspielerin
- Umut Sözen (* 1990), türkischer Fußballspieler